# A5 (автомагистраль, Германия)
Автомагистраль A5 (нем. Bundesautobahn 5, сокр. Autobahn 5 или A5) проходит в южном направлении от Хаттенбахского треугольника в земле Гессен через Баден-Вюртемберг до границы со Швейцарией в районе Базеля, и соединяется с сетью автомагистралей Швейцарии. Общая длина составляет 440 километров, из них около 178 километров в Гессене и около 262 километров в земле Баден-Вюртемберг.

## История
Автомагистраль A5 не является старейшей в Германии. Ей предшествовал автобан между Кёльном в Бонном (сегодняшний A555), который был открыт ещё раньше, в 1932 году тогдашним мэром Кёльна Конрадом Аденауэром. А5 была запланирована Адольфом Гитлером после его прихода к власти, как связующее звено между Гамбургом через Франкфурт-на-Майне до Базеля. Строительство первого участка дороги между Франкфуртом и Дармштадтом было начато 23 сентября 1933 года  и открыто 19 мая 1935 года. Строительство «автобана горных дорог» Дармштадт-Хайдельберг было осуществлено между этими городами в 1968 году.

## Галерея

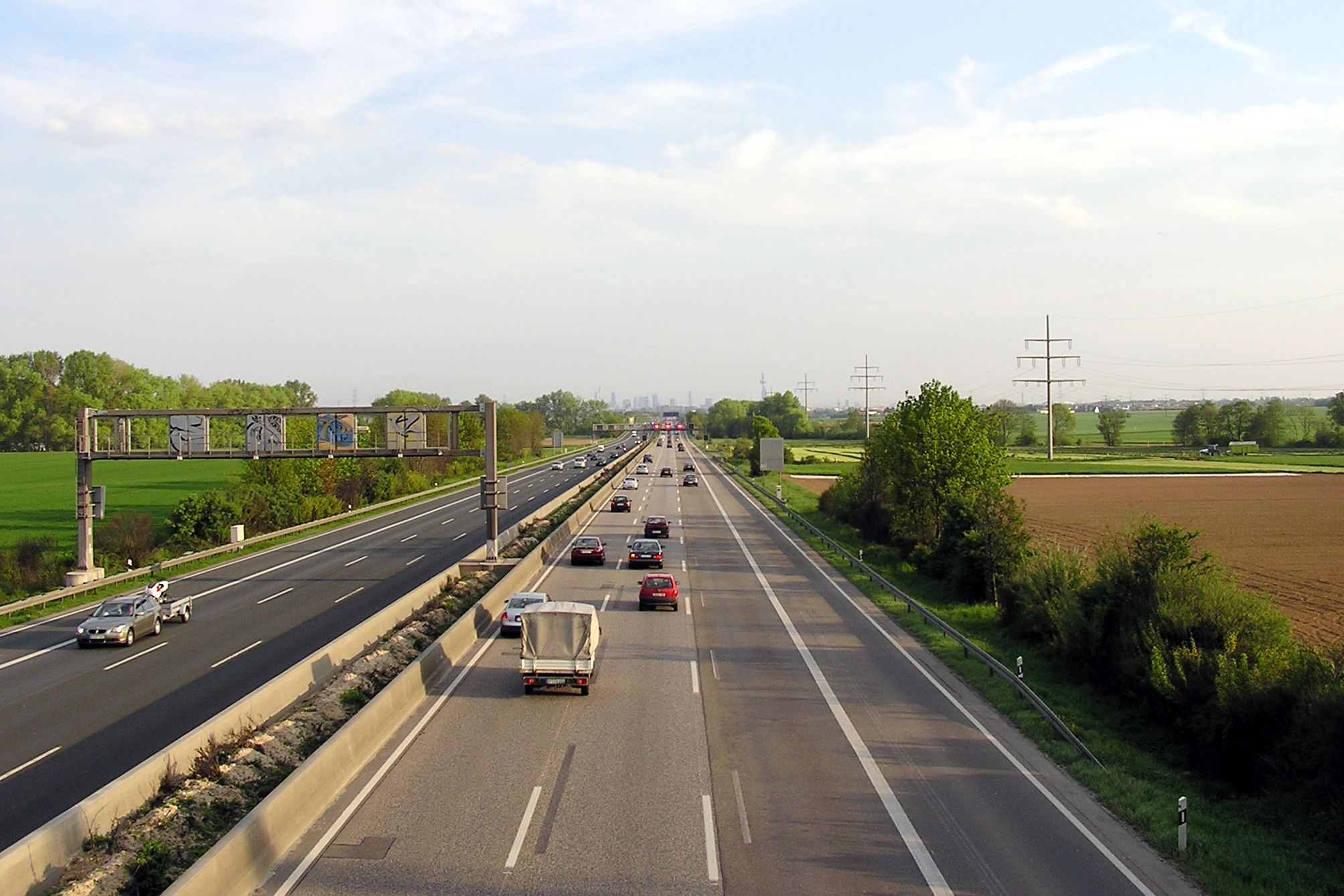
А5 в районе Франкфурта-на-Майне
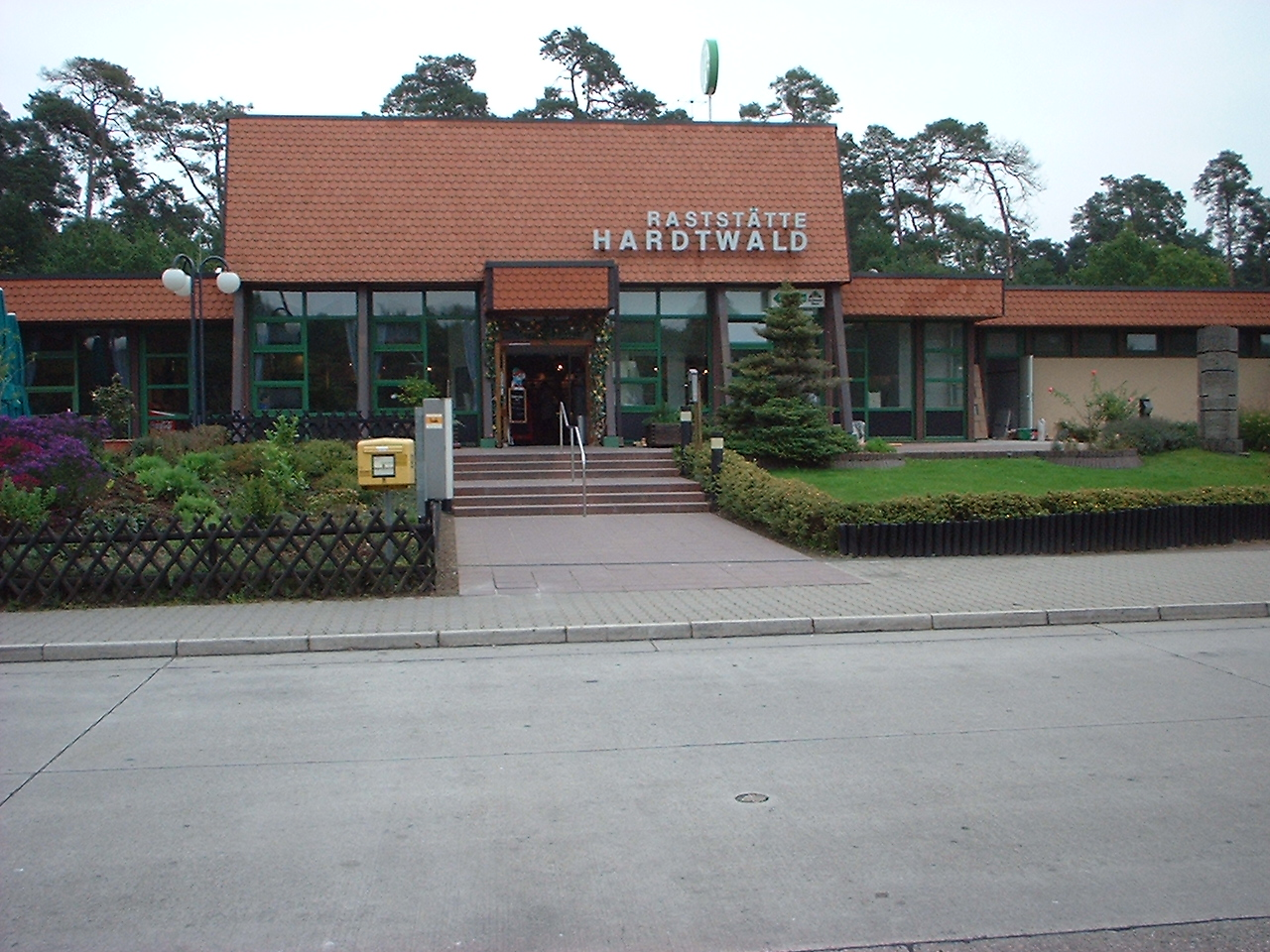